# Bulbophyllum ellipticum
Bulbophyllum ellipticum là một loài phong lan thuộc chi Bulbophyllum.